# Iliouchine Il-1
 (signalé en juin 2025).
Si vous disposez d'ouvrages ou d'articles de référence ou si vous connaissez des sites web de qualité traitant du thème abordé ici, merci de compléter l'article en donnant les références utiles à sa vérifiabilité et en les liant à la section « Notes et références ».
- Archive Wikiwix
- Bing
- Cairn
- DuckDuckGo
- E. Universalis
- Gallica
- Google
- G. Books
- G. News
- G. Scholar
- Persée
- Qwant
- (zh) Baidu
- (ru) Yandex
- (wd) trouver des œuvres sur Wikidata

L'Iliouchine Il-1 (en russe:Ил-1) est un avion de chasse soviétique construit au cours de la Seconde Guerre mondiale par les ateliers Iliouchine. Un seul exemplaire fut construit mais en parallèle une version biplace d'attaque au sol, baptisée Iliouchine Il-10, fut conçue avec succès.

## Construction
Sergueï Iliouchine travaille sur cet avion à partir de 1943. Les plans de construction de l'avion furent semblable à l'Iliouchine Il-2 mais l'Il-1 est plus moderne et plus compact, alimenté par un nouveau moteur de Mikulin : l'AM-42.
Le seul armement que pouvait contenir l'Il-1 était deux canons VYa-23 déjà utilisés sur l'Il-2. Il pouvait aussi emporter jusqu'à 200 kg de bombes sur des points de montages externes mais était alors en surcharge. Un distributeur pour 10 grenades aériennes AG-2 pouvait être installé à l'arrière du fuselage dans le but de les larguer sur les chasseurs poursuivants.

## Premier vol et retrait
Le premier vol de l'Il-1 se déroule le 19 mai 1944 et atteint une vitesse de 580 km/h pendant les essais du constructeur mais les performances étaient bien inférieures à celles des avions soviétiques en service à cette époque et Iliouchine décide de ne pas présenter son modèle à l'État.